# آوای جادویی
آوای جادویی (به انگلیسی: Magical voice) یک مسابقه استعدادیابی در زمینه خوانندگی به تهیه کنندگی محمد طهرانی و اجرای علی اوجی است که از سال ۱۴۰۱ از شبکه نمایش خانگی فیلم‌نت به نمایش درآمد. در آوای جادویی استعدادهای خوانندگی مرد در سراسر کشور ایران، از طریق فراخوان وارد مرحله راستی آزمایی شده و پس از اخذ رای مثبت مربی خود وارد مسابقه اصلی با سطح حرفه‌ای می‌شود. رضا صادقی، محمد اصفهانی، محمد معتمدی و رضا یزدانی داوران این مسابقه هستند.

## تولید
پیش‌تولید این مسابقه سال ۹۹ آغاز و فراخوان ارسال ویدیوها توسط علاقمندان به شرکت در خرداد ماه سال ۱۴۰۰ منتشر شد. پس از اعلام فراخوان، چندین هزار ویدیو به دبیرخانه «آوای جادویی» ارسال شد، که این آثار در گروهی به سرپرستی علیرضا افکاری مورد بررسی قرار گرفته و افراد منتخب برای مرحله اولیه مسابقه با عنوان راستی‌آزمایی به‌طور حضوری دعوت شدند. از بین این افراد، منتخبانی که اجرایشان مورد تأیید قرار گرفت کارت طلایی دریافت کرده و وارد مسابقه شدند که بخش رقابتی در قالب مسابقه «آوای جادویی» به‌طور اختصاصی در تاریخ ۲۵ اسفند ۱۴۰۱ توسط پلتفرم فیلم‌نت پخش شد.
ابتدا قرار بود احسان خواجه‌امیری نیز در میان داوران باشد، اما او از همکاری با برنامه استعدادیابی «آوای جادویی» انصراف داد.
همچنین در تیزر معرفی برنامه، میلاد کی‌مرام به‌عنوان مجری حضور داشت، اما نهایتاً علی اوجی اجرای آن را بر عهده گرفت.
رضا صادقی، محمد اصفهانی، محمد معتمدی و رضا یزدانی هم به عنوان داور (مربی) انتخاب شدند.
این مسابقه بنا بود اسفند سال ۱۴۰۰ پخش خود را تلوبیون پلاس آغاز کند، اما درنهایت در ۲۵ اسفند ۱۴۰۱ از فیلم‌نت عرضه شد.

## ساختار
این مسابقه شباهت زیادی با مسابقه تلویزیونی صدا (the voice) دارد که در داخل کشور ایران ضبط شده‌است و افراد زیادی این برنامه را نسخه داخلی فارسی‌زبان صدای برتر می‌دانند. هر دو برنامه استعدادیابی خوانندگی صدای برتر (ام بی سی پرشیا) و آوای جادویی (فیلم نت) از فرمت کلی برنامه د ویس شبکه ان بی سی آمریکا استفاده کرده‌اند اما تفاوت‌های مختلفی با یکدیگر دارند که باعث می‌شود یکی کاملاً در فرمت اصلی قرار بگیرد و دیگری ترکیبی از ایده‌های مختلف باشد؛ برنامه آوای جادویی همان مسابقه ایست که فرمت متفاوتی با د ویس اصلی دارد.
در این برنامه فقط آقایان مجاز به شرکت در این برنامه هستند اما در مسابقه د ویس هم مردان و هم زنان مجاز به شرکت در این برنامه هستند و طبق قوانین اصلی این مسابقه داوران قبل از شروع برنامه هیچ آشنایی با شرکت کنندگان ندارند، اما در آوای جادویی داوران از قبل با شرکت کنندگان آشنا هستند.

## صدای داوران
صدای داوران، ویژه‌برنامهٔ آوای جادویی با حضور سامان احتشامی و پارمیدا توکلی بود. در این برنامه، ابتدا احتشامی و توکلی قطعات بی‌کلامی را با پیانو اجرا کردند و سپس هر یک از داوران، بدون آمادگی، قطعه‌ای را همراه پیانوی سامان احتشامی اجرا کردند.
| داور         | قطعه                      |
| ------------ | ------------------------- |
| رضا یزدانی   | حس تاریخ                  |
| محمد معتمدی  | کوچه رو آب و جارو کن      |
| محمد اصفهانی | غوغای ستارگان             |
| رضا صادقی    | چشمای من میل به گریه داره |

## فرایند
در ابتدا شرکت‌کنندگان از طریق فراخوان وارد مرحلهٔ راستی‌آزمایی شده و پس از اخذ کارت طلایی به مرحلهٔ ابتدایی این برنامه راه یافتند و پخش مسابقه از همین مرحله آغاز شد.

### مرحلهٔ ابتدایی (اپیزودهای اول تا ششم)
در هر بخش از مرحلهٔ ابتدایی «آوای جادویی»، شرکت‌کنندگان به اجرای یک قطعه می‌پرداختند و بعد از تأیید این اجرا توسط یک یا چند داور، به مراحل بالاتر راه می‌یافتند. این مرحله شش قسمت از مسابقه را به خود اختصاص داد. در صورت تأیید اجرا توسط بیش از یک داور، شرکت‌کننده می‌توانست از میان داوران انتخاب کند. جزئیات مرحلهٔ ابتدایی به شرح جدول زیر است:
| شرکت‌کننده               | ترانه                                           | تأیید اولیه | تأیید اولیه | تأیید اولیه  | تأیید اولیه | گروه         | انتخاب برای مسابقهٔ آرای مردمی |                                                         |
| شرکت‌کننده               | ترانه                                           | رضا یزدانی  | محمد معتمدی | محمد اصفهانی | رضا صادقی   | گروه         | انتخاب برای مسابقهٔ آرای مردمی |                                                         |
| کماندار قیه‌باشی         | آهنگ محلی ترکی در دستگاه سه‌گاه                  | آری         | آری         | آری          | آری         | محمد اصفهانی |                               |                                                         |
| علیرضا قربانپور         | به اصفهان رو                                    | آری         | آری         | نه           | آری         | محمد معتمدی  |                               |                                                         |
| کسرا کنعانیان           | ۲۱ روز بعد (مهدی یراحی)                         | نه          | نه          | نه           | نه          |              |                               |                                                         |
| شهریار پیروزفر          | سرو خرامان (ساختهٔ شرکت‌کننده) و نوایی نوایی      | آری         | نه          | آری          | آری         | محمد اصفهانی |                               |                                                         |
| سجاد غفوری (سجاد هامان) | چالوس (روزبه بمانی)                             | نه          | نه          | نه           | نه          |              | ✔                             |                                                         |
| سجاد عسگری              | ابر می‌بارد (همایون شجریان)                      | آری         | آری         | آری          | آری         | محمد معتمدی  |                               |                                                         |
| مهرداد مصطفی‌زاده        | این ماجرا (گروه پالت)                           | آری         | نه          | نه           | آری         | رضا یزدانی   |                               |                                                         |
| مرتضی بخشی‌زاده          | ارمغان تاریکی (محمد اصفهانی)                    | آری         | آری         | آری          | آری         | محمد معتمدی  |                               |                                                         |
| علی سخنور               | خوب شد (همایون شجریان)                          | نه          | نه          | نه           | نه          | محمد معتمدی  |                               | در بازبینی فیلم اجراها انتخاب شد                        |
| حمید طالشی میلانی       | ماه و ماهی                                      | نه          | نه          | نه           | نه          |              |                               |                                                         |
| امین جمادی              | ساحل آرامش (آرون افشار)                         | نه          | نه          | آری          | آری         | رضا صادقی    |                               |                                                         |
| میثم مهدوی‌پور           | ترانهٔ عربی                                      | نه          | نه          | نه           | نه          |              | ✔                             |                                                         |
| آرشا مهراد              | کلنجار                                          | نه          | نه          | نه           | نه          |              |                               |                                                         |
| مهیار زاهد              | بر فراز آسمان‌ها (نیما مسیحا)                    | نه          | نه          | نه           | نه          |              | ✔                             |                                                         |
| دانیال نبیئی            | ماه من (ناصر عبداللهی)                          | نه          | نه          | نه           | آری         | رضا صادقی    |                               |                                                         |
| مسعود شکری              | ترانهٔ محلی مازندرانی                            | آری         | آری         | نه           | نه          | رضا یزدانی   |                               |                                                         |
| ارسلان میردادی          | پروانگی                                         | آری         | آری         | آری          | آری         | رضا صادقی    |                               |                                                         |
| علی اهورا               | ساده رد شدی (ساختهٔ شرکت‌کننده)                   | نه          | نه          | نه           | نه          |              |                               |                                                         |
| سینا ستایش              | لعنت (رستاک حلاج)                               | نه          | نه          | نه           | نه          |              |                               |                                                         |
| رضا آرمندپیشه           | پردهٔ آخر (اشکان خطیبی)                          | آری         | نه          | نه           | نه          | رضا یزدانی   |                               | در عصر جدید هم شرکت کرده بود                            |
| میثاق بارونی            | ترانهٔ بوشهری (شعر از فایز دشتی)                 | نه          | نه          | نه           | نه          |              |                               |                                                         |
| اقبال ناصر              | آسمان ابری (همایون شجریان)                      | آری         | آری         | آری          | آری         | محمد معتمدی  |                               |                                                         |
| امیرحسین ولی            | ویرانی (مهدی یغمایی)                            | نه          | نه          | نه           | نه          |              |                               |                                                         |
| طیب باقری               | بوی عیدی                                        | نه          | نه          | نه           | نه          |              |                               |                                                         |
| ناصر پارسا              | آره عاشقتم (سعید شهروز)                         | نه          | نه          | نه           | نه          |              |                               |                                                         |
| حامد مهدی‌خانی           | ترانهٔ ترکیبی فارسی و ترکی (ساختهٔ شرکت‌کننده)     | نه          | نه          | نه           | آری         | رضا صادقی    |                               | پس از اتمام مهلت تأیید، رضا صادقی او را تأیید کرد       |
| ابوالفضل گرامی          | آتشی در سینه دارم جاودانی (همایون شجریان)       | آری         | نه          | نه           | آری         | رضا صادقی    |                               |                                                         |
| فرزین فروزان            | یه کاری کن (فرزاد فرزین)                        | نه          | نه          | نه           | نه          |              |                               |                                                         |
| دانیال تقی‌نژاد          | لالایی (علی زند وکیلی)                          | نه          | نه          | نه           | نه          |              | ✔                             |                                                         |
| ناصر موسوی              | خیال خوش (علیرضا قربانی)                        | نه          | نه          | نه           | نه          |              |                               |                                                         |
| محمد اهدایی             | تیغ و ترمه (رضا یزدانی)                         | آری         | نه          | نه           | آری         | رضا یزدانی   |                               |                                                         |
| محمدرضا شاطرذوقی        | بر باد رفته (علی زند وکیلی)                     | نه          | نه          | نه           | نه          |              |                               |                                                         |
| پوریا جعفری             | دلشوره (آرون افشار)                             | نه          | نه          | نه           | نه          |              |                               |                                                         |
| رضا جلائیان             | هم‌نفس (ساختهٔ شرکت‌کننده)                         | نه          | نه          | نه           | نه          |              |                               |                                                         |
| احمد تمیمی              | سرو چمان (ساختهٔ شرکت‌کننده)                      | آری         | نه          | نه           | آری         | رضا یزدانی   |                               | به دلیل شکستگی ستون فقرات نتوانست اجرای زنده داشته باشد |
| پویا راهداری            | احساس دل بستن (نیما مسیحا)                      | آری         | نه          | نه           | نه          | رضا یزدانی   |                               |                                                         |
| امیرحسین اسدیان         | زخم کاری (بهنام بانی)                           | نه          | نه          | نه           | نه          |              |                               |                                                         |
| علیرضا بیات             | پروانگی                                         | نه          | نه          | نه           | نه          |              |                               |                                                         |
| امیرحسین مجیدی راد      | آخرین رؤیا (علی زند وکیلی)                      | نه          | نه          | آری          | آری         | رضا صادقی    |                               |                                                         |
| مهرداد ترکمانیان        | لاله‌زار (رضا یزدانی)                            | آری         | نه          | نه           | نه          | رضا یزدانی   |                               | با رضا یزدانی هم لاله‌زار را زنده اجرا کردند             |
| محمدرضا محمدپناه        | گل عشق (رضا بهرام)                              | نه          | نه          | نه           | نه          |              | ✔                             |                                                         |
| سید مهدی ذاکری‌فر        | فصل پریشانی (علی زند وکیلی)                     | نه          | نه          | آری          | نه          | محمد اصفهانی |                               |                                                         |
| مصطفی وقاری اصل         | خیال خوش (علیرضا قربانی)                        | نه          | نه          | نه           | نه          |              |                               |                                                         |
| حسین عالمی‌نژاد          | جان ایران (محمد معتمدی)                         | نه          | نه          | آری          | نه          | محمد اصفهانی |                               |                                                         |
| وحید عباسی              | آسیمه‌سر                                         | آری         | آری         | آری          | آری         | محمد اصفهانی |                               |                                                         |
| محمد ایزدی              | گلنار (داریوش رفیعی)                            | نه          | نه          | نه           | نه          |              |                               |                                                         |
| مسیحا روزبه             | قهوهٔ ترک (ساختهٔ شرکت‌کننده)                      | آری         | نه          | نه           | آری         | رضا یزدانی   |                               |                                                         |
| امیرحسین محمدی          | مسافر پاییزی (مهدی یراحی)                       | نه          | نه          | نه           | نه          |              | ✔                             |                                                         |
| حسین کاظم‌زاده           | آیریلیق (وارتوش ماچکالیانس)                     | آری         | آری         | نه           | آری         | محمد معتمدی  |                               |                                                         |
| سپهر شیرمحمد            | مرد تنها                                        | آری         | نه          | نه           | آری         | رضا یزدانی   |                               |                                                         |
| رضا فصیحی               | راز (ناصر عبداللهی)                             | نه          | نه          | آری          | نه          | محمد اصفهانی |                               |                                                         |
| امیر داوری              | فصل بهار (رضا صادقی)                            | نه          | نه          | نه           | نه          |              |                               |                                                         |
| مهدی دوانقی             | تمام من (جان لجند) رفتی و ندیدی (علی زند وکیلی) | آری         | نه          | نه           | آری         | رضا صادقی    |                               | در مراحل بعد حضور نداشت                                 |

### مرحلهٔ دو به دو
شرکت‌کنندگان در این مرحله به انتخاب مربی خود به مرحلهٔ بعد راه می‌یافتند. 

#### بخش اول
| گروه         | شرکت‌کنندگان                                                        | ترانه                              | نتیجه                                             |
| ------------ | ------------------------------------------------------------------ | ---------------------------------- | ------------------------------------------------- |
| محمد معتمدی  | مرتضی بخشی‌زاده                                                     | باورم کن (اجرای مشترک)             | به مرحلهٔ بعد راه یافت                             |
| محمد معتمدی  | اقبال ناصر                                                         | باورم کن (اجرای مشترک)             | به لیست انتظار رفت و نهایتاً به مرحلهٔ بعد راه یافت |
| محمد اصفهانی | کماندار قیه‌باشی                                                    | آهنگ محلی ترکی                     | حذف شد                                            |
| محمد اصفهانی | شهریار پیروزفر                                                     | دیدار یار (ساختهٔ شرکت‌کننده)        | به مرحلهٔ بعد راه یافت                             |
| رضا صادقی    | دانیال نبیئی                                                       | زندگی ادامه داره (بابک جهانبخش)    | به مرحلهٔ بعد راه یافت                             |
| رضا صادقی    | امیرحسین مجیدی راد                                                 | زخم کاری (بهنام بانی)              | به لیست انتظار رفت و نهایتاً به مرحلهٔ بعد راه یافت |
| رضا یزدانی   | مهرداد ترکمانیان مسیحا روزبه رضا آرمندپیشه مسعود شکری پویا راهداری | یخبندونای قطبی چشمات (اجرای مشترک) | پویا راهداری حذف شد                               |

#### بخش دوم
| گروه         | شرکت‌کنندگان    | ترانه                            | نتیجه                                             |
| ------------ | -------------- | -------------------------------- | ------------------------------------------------- |
| محمد معتمدی  | سجاد عسگری     | ایران ای سرای امید (اجرای مشترک) | به مرحلهٔ بعد راه یافت                             |
| محمد معتمدی  | حسین کاظم‌زاده  | ایران ای سرای امید (اجرای مشترک) | حذف شد                                            |
| محمد اصفهانی | حسین عالمی‌نژاد | رسوای زمانه                      | به لیست انتظار رفت و نهایتاً به مرحلهٔ بعد راه یافت |
| محمد اصفهانی | وحید عباسی     | تنها می‌مانم (سالار عقیلی)        | به مرحلهٔ بعد راه یافت                             |
| رضا صادقی    | امین جمادی     | وایسا دنیا (رضا صادقی)           | حذف شد                                            |
| رضا صادقی    | ارسلان میردادی | جادوی خاص (سینا شعبانخانی)       | به مرحلهٔ بعد راه یافت                             |
| رضا یزدانی   | احمد تمیمی     | نوار (اجرای مشترک)               | به مرحلهٔ بعد راه یافت                             |
| رضا یزدانی   | سپهر شیرمحمد   | نوار (اجرای مشترک)               | به لیست انتظار رفت و نهایتاً به مرحلهٔ بعد راه یافت |

#### بخش سوم
| گروه         | شرکت‌کنندگان      | ترانه                      | نتیجه                 |
| ------------ | ---------------- | -------------------------- | --------------------- |
| محمد معتمدی  | علی سخنور        | هوای گریه (اجرای مستقل)    | حذف شد                |
| محمد معتمدی  | علیرضا قربانپور  | هوای گریه (اجرای مستقل)    | به مرحلهٔ بعد راه یافت |
| محمد اصفهانی | سید مهدی ذاکری‌فر | دل به دل (همایون شجریان)   | حذف شد                |
| محمد اصفهانی | رضا فصیحی        | نمی‌دونی (احسان خواجه‌امیری) | به مرحلهٔ بعد راه یافت |
| رضا صادقی    | حامد مهدی‌خانی    | بدون تو (زانیار خسروی)     | به مرحلهٔ بعد راه یافت |
| رضا صادقی    | ابوالفضل گرامی   | هوای گریه                  | حذف شد                |
| رضا یزدانی   | مهرداد مصطفی‌زاده | کوچه ملی (اجرای مشترک)     | به مرحلهٔ بعد راه یافت |
| رضا یزدانی   | محمد اهدایی      | کوچه ملی (اجرای مشترک)     | حذف شد                |

### یک‌چهارم نهایی
در این مرحله، شرکت‌کنندگان بر اساس رأی همهٔ داوران و در صورت تساوی رأی‌ها با نظر و مشورت علیرضا افکاری به مرحلهٔ بعد راه می‌یافتند. 

#### گروه محمد اصفهانی
| شرکت‌کننده      | ترانه                       | رأی داوران | رأی داوران  | رأی داوران   | رأی داوران | نتیجه                 |
| شرکت‌کننده      | ترانه                       | رضا یزدانی | محمد معتمدی | محمد اصفهانی | رضا صادقی  | نتیجه                 |
| -------------- | --------------------------- | ---------- | ----------- | ------------ | ---------- | --------------------- |
| رضا فصیحی      | نقاب (علی زند وکیلی)        | آری        | آری         | آری          | نه         | حذف شد                |
| وحید عباسی     | سلام آخر (احسان خواجه‌امیری) | آری        | آری         | آری          | آری        | به مرحلهٔ بعد راه یافت |
| حسین عالمی‌نژاد | باورم کن (علی زند وکیلی)    | آری        | آری         | آری          | آری        | به مرحلهٔ بعد راه یافت |
| شهریار پیروزفر | الله مزار (علیرضا قربانی)   | آری        | نه          | آری          | نه         | حذف شد                |

#### گروه رضا صادقی
| شرکت‌کننده          | ترانه                      | رأی داوران | رأی داوران  | رأی داوران   | رأی داوران | نتیجه                 |
| شرکت‌کننده          | ترانه                      | رضا یزدانی | محمد معتمدی | محمد اصفهانی | رضا صادقی  | نتیجه                 |
| ------------------ | -------------------------- | ---------- | ----------- | ------------ | ---------- | --------------------- |
| امیرحسین مجیدی راد | جدایی (علی زند وکیلی)      | آری        | آری         | آری          | آری        | حذف شد                |
| حامد مهدی‌خانی      | سنگ صبور (محسن چاوشی)      | آری        | نه          | آری          | آری        | حذف شد                |
| دانیال نبیئی       | هوای تو (پویا ثابتی)       | آری        | آری         | آری          | آری        | به مرحلهٔ بعد راه یافت |
| ارسلان میردادی     | دورترین نزدیک (علی یاسینی) | آری        | آری         | آری          | آری        | به مرحلهٔ بعد راه یافت |

#### گروه محمد معتمدی
| شرکت‌کننده       | ترانه                                                                         | رأی داوران | رأی داوران  | رأی داوران   | رأی داوران | نتیجه                 |
| شرکت‌کننده       | ترانه                                                                         | رضا یزدانی | محمد معتمدی | محمد اصفهانی | رضا صادقی  | نتیجه                 |
| --------------- | ----------------------------------------------------------------------------- | ---------- | ----------- | ------------ | ---------- | --------------------- |
| سجاد عسگری      | کوچه‌باغ راز (نادر گلچین)                                                      | آری        | آری         | آری          | آری        | حذف شد                |
| اقبال ناصر      | آبی که از این دیده چو خون می‌ریزد (همایون شجریان) عاشقانه نیست (علیرضا قربانی) | آری        | آری         | آری          | آری        | به مرحلهٔ بعد راه یافت |
| علیرضا قربانپور | گوشهٔ حجاز آواز ابوعطا فراق (صدیق تعریف)                                       | نه         | آری         | نه           | آری        | حذف شد                |
| مرتضی بخشی‌زاده  | شروع ناگهان (علیرضا قربانی)                                                   | آری        | آری         | آری          | آری        | به مرحلهٔ بعد راه یافت |

#### گروه رضا یزدانی
| شرکت‌کننده                                                             | ترانه                        | رأی داوران | رأی داوران  | رأی داوران   | رأی داوران | نتیجه                 |
| شرکت‌کننده                                                             | ترانه                        | رضا یزدانی | محمد معتمدی | محمد اصفهانی | رضا صادقی  | نتیجه                 |
| --------------------------------------------------------------------- | ---------------------------- | ---------- | ----------- | ------------ | ---------- | --------------------- |
| گروه چهارنفره (مهرداد ترکمانیان، مسیحا روزبه، مسعود شکری و رضا آرمند) | دیوانه (گروه داماهی)         | آری        | آری         | آری          | آری        | به مرحلهٔ بعد راه یافت |
| احمد تمیمی                                                            | نهنگ (ابراهیم منصفی)         | آری        | نه          | آری          | نه         | حذف شد                |
| مهرداد مصطفی‌زاده                                                      | آوازم را می‌رقصیدی (گروه دال) | آری        | آری         | آری          | آری        | به مرحلهٔ بعد راه یافت |
| سپهر شیرمحمد                                                          | پروانهٔ من (فریدون فروغی)     | آری        | نه          | نه           | نه         | حذف شد                |

### نیمه‌نهایی
شرکت‌کنندگان در این مرحله به انتخاب مربی خود به مرحلهٔ بعد راه می‌یافتند.
| گروه         | شرکت‌کننده                                                             | ترانه                                  | نتیجه                 |
| ------------ | --------------------------------------------------------------------- | -------------------------------------- | --------------------- |
| محمد اصفهانی | وحید عباسی                                                            | زمزمه (مازیار)                         | به مرحلهٔ بعد راه یافت |
| محمد اصفهانی | حسین عالمی‌نژاد                                                        | بی‌گناه (علیرضا قربانی)                 | حذف شد                |
| رضا صادقی    | دانیال نبیئی                                                          | پسر پاییز (سروش فرهمند)                | حذف شد                |
| رضا صادقی    | ارسلان میردادی                                                        | زائر (رامش)                            | به مرحلهٔ بعد راه یافت |
| محمد معتمدی  | مرتضی بخشی‌زاده                                                        | زیبای خواب‌آلود (سینا سرلک)             | به مرحلهٔ بعد راه یافت |
| محمد معتمدی  | اقبال ناصر                                                            | دیار عاشقی‌هایم (همایون شجریان)         | حذف شد                |
| رضا یزدانی   | گروه چهارنفره (مهرداد ترکمانیان، مسیحا روزبه، مسعود شکری و رضا آرمند) | موهای خرمایی چشمای دریایی (شاهین بنان) | به مرحلهٔ بعد راه یافت |
| رضا یزدانی   | مهرداد مصطفی‌زاده                                                      | تفنگ دسته‌نقره و مجنون (حامد بهداد)     | حذف شد                |

### نهایی (اپیزودهای هفدهم و هجدهم)
در مرحلهٔ نهایی آوای جادویی، بنا شد صدای شرکت‌کنندگان در معرض آرای پیامکی عموم مردم قرار گیرد و نتیجه در مراسم اختتامیه (اپیزود نوزدهم) اعلام شود.
| گروه         | شرکت‌کننده                                                             | ترانه                       | تعداد آرا | نتیجه      |
| ------------ | --------------------------------------------------------------------- | --------------------------- | --------- | ---------- |
| رضا یزدانی   | گروه چهارنفره (مهرداد ترکمانیان، مسیحا روزبه، مسعود شکری و رضا آرمند) | وطن بی‌قرارم (رضا یزدانی)    | ۶۵۱۶۲     | مقام اول   |
| محمد معتمدی  | مرتضی بخشی‌زاده                                                        | چیزی بگو (سینا سرلک)        | ۶۱۵۵۲     | مقام دوم   |
| محمد اصفهانی | وحید عباسی                                                            | کویر (گوگوش)                | ۴۷۸۸۴     | مقام سوم   |
| رضا صادقی    | ارسلان میردادی                                                        | خدای آسمون‌ها (اندی و کوروس) | ۱۶۴۳۲     | مقام چهارم |

### اختتامیه (اپیزود نوزدهم)
در مراسم اختتامیه، ابتدا برندهٔ مسابقهٔ آرای مردمی (از میان شرکت‌کنندگانی که در مرحلهٔ ابتدایی رد شده بودند) مشخص شد. محمدرضا محمدپناه برندهٔ این مسابقه شد. 
سپس هر یک از فینالیست‌ها ترانه‌ای اجرا کردند و بعد آیین اهدای جوایز برگزار شد.
| گروه         | شرکت‌کننده                                                             | ترانه                       |
| ------------ | --------------------------------------------------------------------- | --------------------------- |
| رضا یزدانی   | گروه چهارنفره (مهرداد ترکمانیان، مسیحا روزبه، مسعود شکری و رضا آرمند) | بارونی (رضا آرمند)          |
| محمد معتمدی  | مرتضی بخشی‌زاده                                                        | فصل پریشانی (علی زند وکیلی) |
| محمد اصفهانی | وحید عباسی                                                            | آسیمه‌سر                     |
| رضا صادقی    | ارسلان میردادی                                                        | ساده‌س (امیرعباس گلاب)       |